# Pollimyrus guttatus
Pollimyrus guttatus är en fiskart som först beskrevs av Fowler, 1936.  Pollimyrus guttatus ingår i släktet Pollimyrus och familjen Mormyridae. IUCN kategoriserar arten globalt som otillräckligt studerad. Inga underarter finns listade i Catalogue of Life.